# Velká mešita (Brusel)
Velká bruselská mešita (francouzsky Grande mosquée de Bruxelles, nizozemsky Grote Moskee van Brussel) je nejstarší mešita v Bruselu. Nachází se v Jubilejním parku. Sídlí v ní Islámské a kulturní centrum Belgie. Budova mešity byla postavena v roce 1880 v arabském stylu pro Východní pavilon Národní výstavy v Bruselu v roce 1880. Roku 1967 budovu král Baudouin I. Belgický daroval saúdskoarabskému králi Fajsalu ibn Abd al-Azízovi. Budova byla na náklady Saúdské Arábie rekonstruována tuniským architektem Boubakerem a přeměněna na mešitu.